# Fomboni
Fomboni är den tredje största orten på Komorerna och huvudstad på ön Mohéli. Den hade 12 881 invånare år 2003.